# Pringles
Pringles là thương hiệu snack khoai tây thái lát của Mỹ. cùng với câu nói "Once you pop, you can't stop". Thương hiệu này được Procter & Gamble (P&G) phát triển lần đầu vào năm 1967 với tên gọi "Pringle's Newfangled Potato Chips". Năm 2012, P&G bán hãng lại cho Kellogg's. Tính đến năm 2011, Pringles đã có mặt tại hơn 140 quốc gia. Đến năm 2012, nó trở thành nhãn hiệu snack lớn thứ tư, sau Lay's, Doritos và Cheetos (đều do Frito-Lay sản xuất), với thị phần toàn cầu là 2,2%.

## Thành phần
Pringles chứa khoảng 42% bột khoai tây, còn lại là tinh bột, bột mì (khoai tây, ngô, lúa gạo) cùng với dầu thực vật, muối và mốt số phụ gia khác.

## Hương vị
Pringles có nhiều hương vị khác nhau, như vị muối, giấm, kem chua, hành, pho mát cheddar hay wasabi, cà ri.

## Hình ảnh

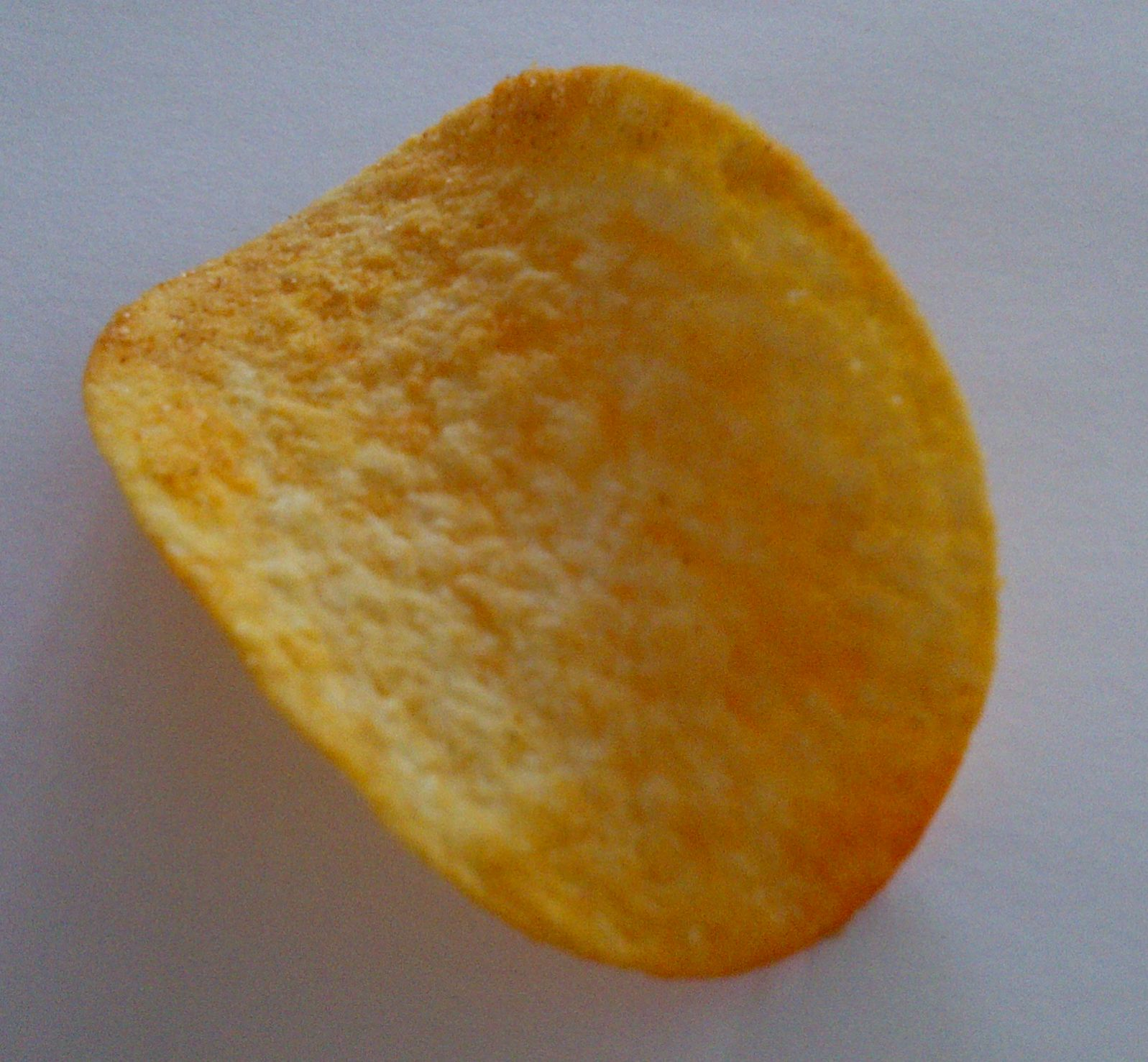
Pringles ở Madrid, Tây Ban NhaPringles ở Madrid, Tây Ban Nha
Pringles ở Đài LoanPringles ở Đài Loan